# Youssef Saad Kamel
Youssef Saad Kamel (ur. 29 marca 1983 w Naroku jako Gregory Konchellah) – reprezentujący Bahrajn kenijski lekkoatleta, dwukrotny medalista mistrzostw świata, dwukrotny olimpijczyk (2004, 2008).
Najczęściej występuje na dystansie 800 metrów, osiągając wiele wartościowych wyników :
- 1. miejsce podczas Światowego Finału IAAF (Monako 2004)
- 2. miejsce na Światowego Finału IAAF (Monako 2005)
- 1. miejsce w Pucharze świata (Ateny 2006)
- złoty medal igrzysk azjatyckich (Doha 2006)
- 1. miejsce podczas Światowego Finału IAAF (Stuttgart 2007)
- brązowy medal Halowych Mistrzostw Świata w Lekkoatletyce (Walencja 2008)
- 5. miejsce na Igrzyskach w Pekinie (2008)
- 3. miejsce w Światowym Finale IAAF (Stuttgart 2008)
- brązowy medal Mistrzostw Świata w Lekkoatletyce (Berlin 2009)

Największy sukces w karierze odniósł jednak w biegu na 1500 metrów zdobywając w 2009 złoty medal rozegranych w Berlinie mistrzostw świata.
Ojcem Kamela jest Billy Konchellah, dwukrotny mistrz świata w biegu na 800 metrów.

## Rekordy życiowe
- Bieg na 800 m - 1:42,79 (2008) Rekord Azji
- Bieg na 1000 m - 2:14,72 (2008) Rekord Azji
- Bieg na 1500 m - 3:31,56 (2009)
- Bieg na 800 m (hala) - 1:45,26 (2008) Rekord Azji